# Due mafiosi nel Far West
Due mafiosi nel Far West ist eine der im deutschsprachigen Raum nicht aufgeführten Italowestern-Komödien des Komikerduos Franco & Ciccio, deren erste aus dem Jahr 1964.

## Handlung
Die beiden italienischen Cousins Franco und Ciccio Capone besitzen eine Farm in Texas, auf deren Grund sie eine Goldmine entdecken. Sobald das bekannt wird, ist auch Banditenchef Rio mit seinen Leuten da, der sie bedrängt, um die Lage der Mine zu erfahren. Die tapferen Besitzer sterben, geben aber ihrem treuen Helfer Ramon den Auftrag, nach ihren in Sizilien lebenden Enkeln zu suchen. Ramon bringt die beiden nicht mit den größten Geistesgaben gesegneten Herren nach Puerca Vaca. Durch ihre Trotteligkeit gelingt es ihnen, den Vormann Rios, Guercio, in die Flucht zu schlagen, woraufhin sie zu den Sheriffs des Ortes ernannt werden. Nach zahlreichen Abenteuern gelingt es den beiden, die Lage der Mine herauszufinden. Als auch noch ein Indianerhäuptling zwei Töchter präsentiert, die beiden Helden sehr ähnlich sehen, übergeben sie den Schatz der ganzen Stadt.

## Kritik
„Westernklischees werden derb, aber zielsicher durch den Kakao gezogen“, schreibt Christian Keßler. „Die naive Geschichte ist nur ein Vorwand, um die humoristischen Mittel der zwei Komödianten ins allerdings mit Akkuratesse inszenierte Licht zu setzen“, fassten Segnalazioni Cinematografiche zusammen.

## Bemerkungen
Die Filmlieder sind Fuoco nel cielo, dargeboten von Giancarlo Guardabassi, und das Titellied der Hauptdarsteller Franco & Ciccio. Das Einspielergebnis von 342 Millionen Lire war wie für die meisten Filme des Duos gut.